# Viriato
Viriato (Lusitânia, 181 a.C. – Lusitânia, 139 a.C.) foi um líder lusitano que enfrentou a expansão de Roma na Hispânia, em meados do século II a.C. no território sudoeste da Península Ibérica, nas chamadas guerras lusitanas.
A sua posição à frente dos lusitanos, aparentemente, tinha uma natureza electiva, ou seja, não era hereditária, mas antes dependia dos seus feitos militares. Provavelmente pastor e familiarizado com a vida nas montanhas, tornou-se chefe dos Lusitanos, tendo, enquanto tal, começado por apelar à união dos povos ibéricos contra os romanos que tentavam anexar a Península Ibérica ao seu império.

## Etimologia
Nas fontes latinas, Viriato aparece como VIRIATVS ou VIRIATIS e nas gregas como Οὐρίατθος.
Há várias teorias quanto à etimologia do nome de Viriato, que pode ser decomposto em dois elementos: Viro e Ateus.
Viri pode derivar:
- Do celta *irou- 'homem'; e das formas mais antigas vírus, vir, viro, viro das quais deriva a antiga palavra para homem em Irlandês Antigo, fir;[4]
- De *ui-, como em viriam ou a "bracelete torneada" celtibérico usada pelos guerreiros (Chaplin XXII, 39);[5]
- Do latim viri, que significa homem, herói, pessoa de coragem, honra e nobreza;
- A elite beribérica autodenominava-se uiros ueramos, o 'homem mais alto' (alteza). O equivalente em latim seria sumos vir.[6]

## Biografia
| “ | Enquanto comandou, foi mais amado do que jamais alguém antes dele. Diodoro da Sicília | ” |

### Origem
Nascimento
A bibliografia disponível sobre a vida de Viriato não nos permite determinar nem a data nem o local exacto do seu nascimento, não ficando claro se a procedência geográfica do líder lusitano correspondia ao actual território de Portugal ou ao de Espanha. Os testemunhos que perduraram, como o do historiador grego Diodoro da Sicília, fazem referência à localização da sua tribo nativa, afirmando ser ele das tribos lusitanas que habitavam do lado do oceano. Outros autores mencionam Beturia, no sudoeste peninsular, entre os cursos médios e inferiores dos rios Guadiana e Guadalquivir — como possível origem de Viriato. Entre os séculos XIX e XX, foram levadas a cabo investigações marginais a cavalo, que chegaram inclusive a situar a zona de influência de Viriato entre os rios Ebro e Tejo: Anselmo Arenas López publicou, em 1900, uma obra titulada Viriato no fue portugués si no celtíbero [sic] na qual relacionava de forma equívoca Viriato com a tribo dos lusões em vez da dos lusitanos, enquanto que, por volta de 1926, M. Peris o descrevia como um ibero valenciano.

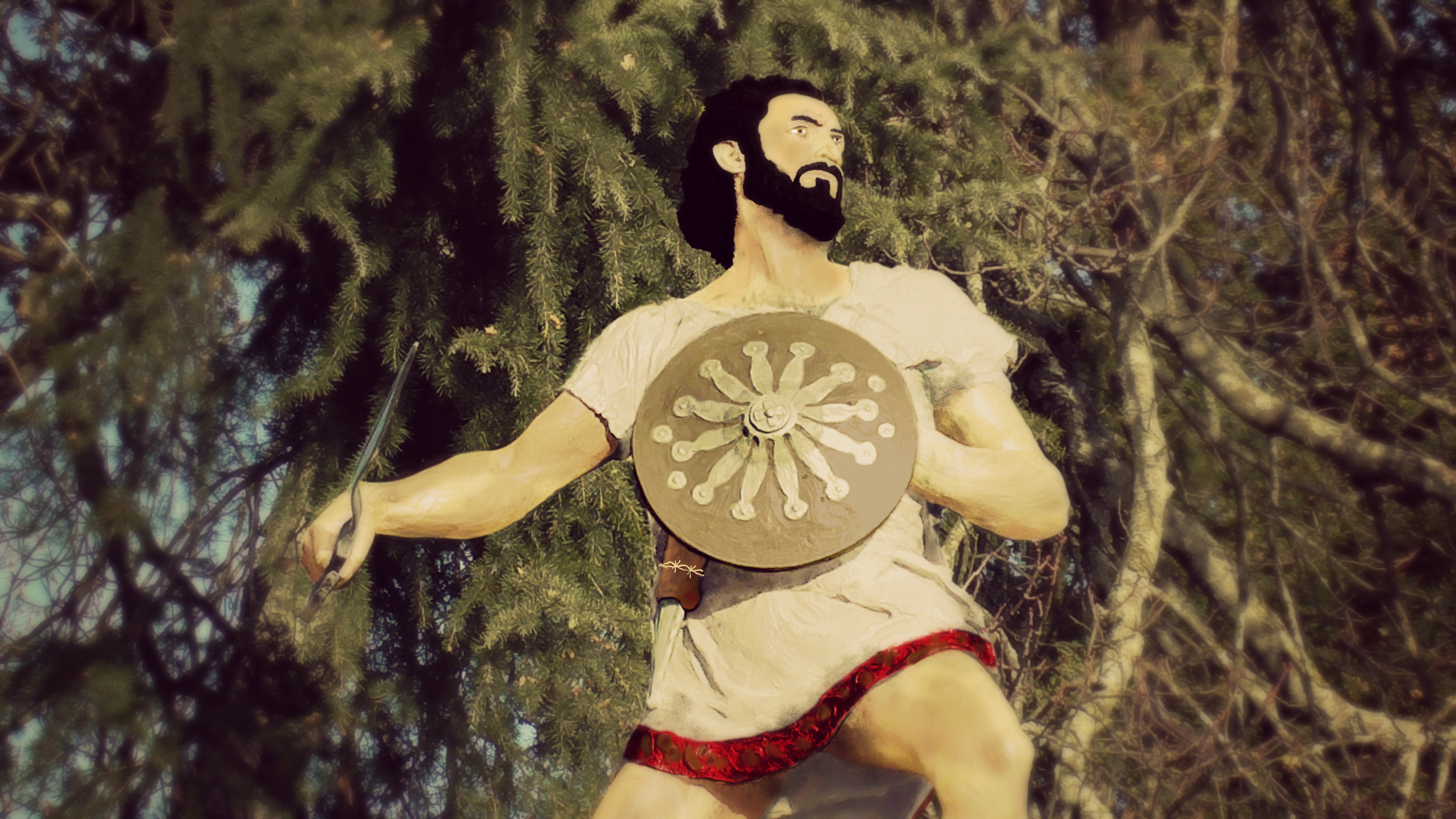
Imagem editada digitalmente, sobre fotografia registada em monumento localizado em Viseu (Portugal).

Um lugar supostamente utilizado como refúgio por Viriato terá sido o denominado Monte de Afrodite ou de Vénus, que o historiador alemão Adolf Schulten situou na actual serra de São Vicente. Em Portugal a opção tradicional —suportada por Schulten— era a de que Viriato terá tido origem nos Montes Hermínios, associados à actual Serra da Estrela, acreditando-se também que a sua procedência estivera circunscrita aos limites da antiga província portuguesa da Beira Alta. Todavia, mais recentemente propôs-se que o seu nascimento se terá dado no sul do actual Portugal, junto ao oceano Atlântico, na região do Alentejo. Existem autores que põem em causa a ligação de Viriato aos lusitanos, no sentido de que, naquele tempo, o termo lusitano poderia englobar outros povos, como os celtas. O aviador militar e posterior académico Alfredo Kindelán, ante a dúvida sobre a origem de Viriato, sentenciou, em 1958, «Bien está donde está. Para mí, como para el ínclito Oliveira Martín, tanto monta Portugal como España».
Segundo a grande parte das fontes, especialmente a de Tito Livio, Viriato era originalmente um pastor que se tornou caçador e soldado. Outras fontes propõem que pertencia à classe guerreira, a ocupação das elites dominantes lusitanas. Para Apiano, ele foi um dos guerreiros que escaparam da prisão do pretor Sérvio Sulpício Galba, à flor da juventude lusitana descrita mais abaixo. Segundo este, Viriato não foi um chefe hereditário, mas escolhido por ser «o que possuía as maiores habilidades de liderança entre os bárbaros e o mais propenso ao ousado perigo (…) e o mais justo na época da distribuição do espólio», o que significava que, durante os oito anos de guerra, o seu exército heterogéneo nunca se rebelou e foi «o mais determinado na hora do perigo». Seja qual for o caso, os autores romanos referem-se a Viriato como o dux do exército lusitano e como o adsertor -protector - de Hispânia, ou como um imperator -condutor- das tribos lusitanas e celtíberas.
Nome
O nome Viriato deriva da palavra celta "viria", equivalente ao termo latino "Torquatus", que se referiria ao torque, um tipo de ornamento característico dos guerreiros celtas. Também pode derivar do ibérico "viria", também equivalente a Torquatus, e que significaria "pulseira" ou "bracelete", ao fim ao cabo, um ornamento.

## Massacre dos lusitanos
No século III a.C., Roma iniciou a conquista da Hispânia, durante a Segunda Guerra Púnica. A conquista durou duzentos anos, e a Guerra Lusitana é uma das mais bem documentadas desse período. A primeira incursão séria de Roma na Lusitânia deu-se em 185 a.C.. Ante os constantes ataques dos exércitos romanos aos lusitanos, com quem o pretor Marco Atilio Serrano teria assinado um tratado de paz, em 151 a.C., o qual foi rapidamente quebrado pelos lusitanos, uma comitiva destes (c. de 30.000, segundo fontes) veio em paz com Galba, que lhes prometeu uma distribuição de terras. Reivindicando tal propósito, dividiu-os em vários grupos e matou à traição muitos deles (entre 8 000 e 9 000), e enviou os sobreviventes para Gália como escravos, prisioneiros que somariam um total de 20.000 lusitanos. Entre os poucos lusitanos (cerca de 1 000) que conseguiram fugir à chacina, estava Viriato. Galba seria mais tarde julgado pelo Senado da República Romana, mas acabou por ser absolvido. Esta enorme perda para a tribo lusitana, juntamente com a afronta sofrida pelo massacre de Galba, motivou Viriato a se rebelar.
Viriato pertencia à classe dos guerreiros, a ocupação da elite, a minoria governante. Era conhecido entre os romanos como duque do exército lusitano, como adsertor (protector) da Hispânia, ou como imperator, provavelmente da confederação das tribos lusitanas e celtiberas.
Apesar de a história estar recheada de exemplos em sentido contrário, ainda há quem tenha dificuldade em aceitar que um grande líder, ou uma qualquer grande figura histórica, possa ter origens humildes. Dizem esses que a teoria de Viriato ser pastor não é a mais correcta. Segundo Pastor Muñoz, Viriato seria um aristocrata proprietário de cabeças de gado. Tito Lívio descreve-o como um pastor que se tornou caçador e depois soldado. Dessa forma teria seguido o percurso da maioria dos jovens guerreiros, a iuventos, que se dedicavam a fazer incursões para capturar gado, à caça e à guerra. Na tradição romana os antepassados mais ilustres eram pastores, e Viriato é comparado àquele que teria sido o pastor mais ilustre que se tornou rei de Roma, Rómulo. A ideologia do rei-pastor, o pastor que se tornou rei, está presente na tradição de várias culturas para além da grega e da romana. A metáfora do rei-pastor de Homero era frequentemente usada para dar ênfase às funções e deveres de um rei. Havia quem pensasse que Viriato tinha uma origem obscura No entanto, Diodoro da Sicília também diz que Viriato "demonstrou ser príncipe".
Os lusitanos homenageavam Viriato com os títulos de Benfeitor, (grego: εὐεργέτης; vocativo εὐεργέτᾰ), e Salvador, (grego: σωτήρ), os mesmos títulos honoríficos usados pelos reis da dinastia ptolemaica.
Ele foi descrito como um homem que seguia os princípios da honestidade e trato justo e foi reconhecido por ser exacto e fiel à sua palavra nos tratados e alianças que fez.
Viriato era, segundo a teoria avançada por Schulten, oriundo dos altos Montes Hermínios, actual Serra da Estrela, embora nenhum autor da antiguidade o tenha mencionado. Parte dos seus feitos foram escritos em poema, pelo autor Brás Garcia de Mascarenhas.
A literatura bastas vezes se ocupou do herói lusitano; como exemplo, veja-se o conto "Viril, Alto" e notas complementares, na Bibliotrónica Portuguesa.

## A guerra de Viriato

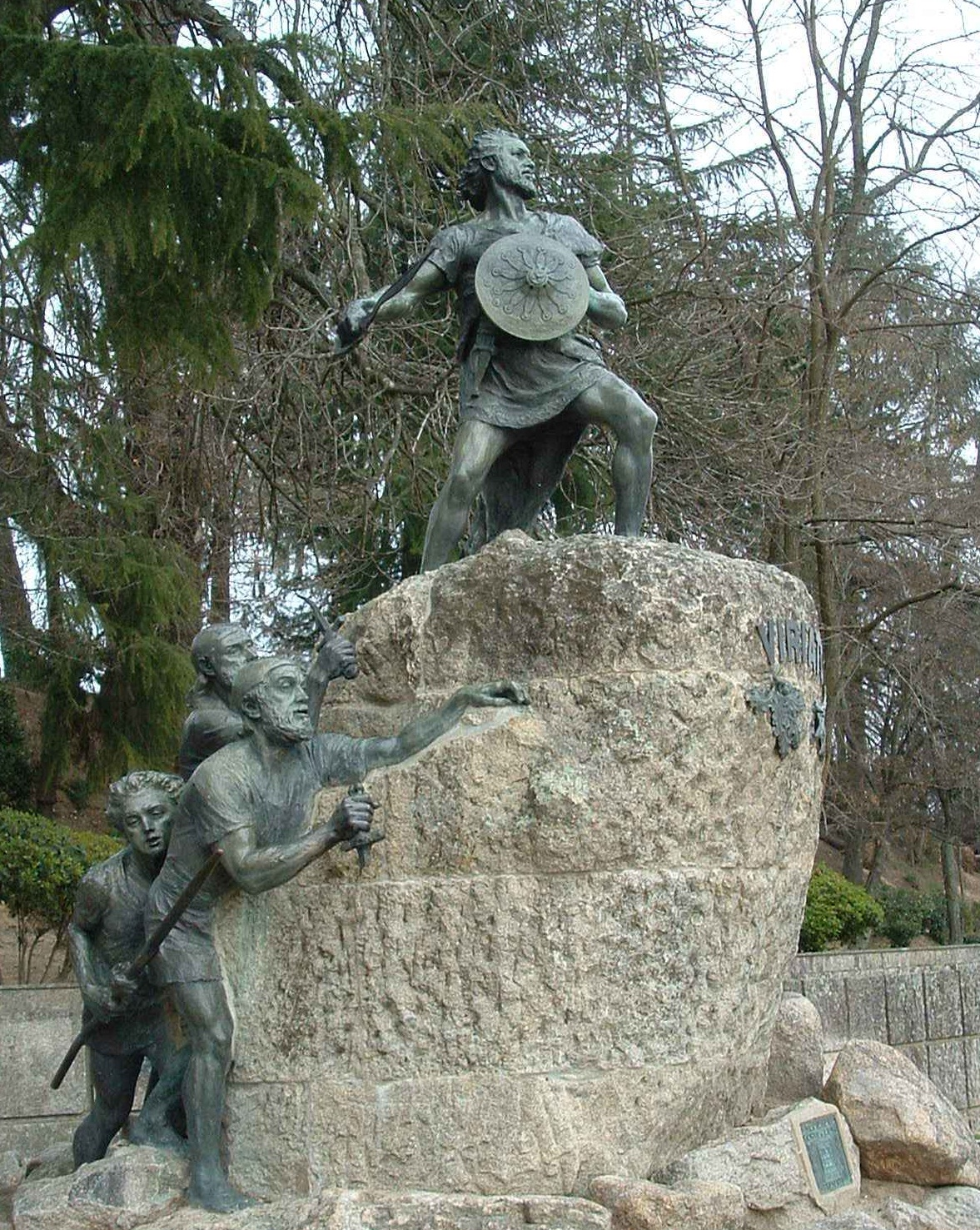
Monumento a Viriato, em Viseu

Viriato, descrito como pastor e caçador da Lusitânia, foi eleito chefe dos lusitanos. Depois de defender vitoriosamente as suas montanhas, lançou-se decididamente numa guerra ofensiva. Entra triunfante na Hispânia Citerior (a Península Ibérica fora dividida pelos romanos em duas províncias, Citerior e Ulterior, separadas por uma linha perpendicular ao rio Ebro e que passava pelo saltus Castulonensis, a actual Serra Morena, em Espanha) e lança tributos sobre as cidades que reconhecem o governo de Roma.
Foram atribuídos a Viriato dois tipos de guerra, bellum, quando ele usava um exército regular, e latrocinium de guerrilha. Para muitos autores, Viriato é visto como o modelo do guerrilheiro.
Em 147 a.C., opõe-se à rendição dos lusitanos Caio Vetílio, que os teria cercado no vale de Bétis, na Turdetânia. Mais tarde, derrotaria os romanos no desfiladeiro de Ronda, que separa a planície de Guadalquivir da costa marítima da Andaluzia, onde viria a matar o próprio Vetílio. Após nova vitória contra as forças de Caio Pláucio, toma Segóbriga e as forças de Cláudio Unimano que, em 146 a.C., era o governador da Hispânia Citerior. No ano seguinte as tropas de Viriato voltam a derrotar os romanos, comandados por Caio Nigídio.
Ainda nesse ano, Fábio Máximo, irmão de Cipião Emiliano, é nomeado cônsul da Hispânia Citerior e encarregado da campanha contra Viriato, sendo-lhe, para isso, fornecidas duas legiões. Após algumas derrotas, Viriato consegue recuperar-se e, em 143 a.C., volta a derrotar os romanos, empurrando-os para Córdova. Ao mesmo tempo, as tropas celtibéricas revoltavam-se contra os romanos, iniciando uma luta que só terminaria por volta de 133 a.C., com a queda de Numância.
Em 140 a.C., Viriato inflige uma derrota decisiva a Fábio Máximo Serviliano, novo cônsul, quando morreram em combate cerca de 3 mil romanos. Serviliano consegue salvar a vida oferecendo promessas e garantias da autonomia dos lusitanos, pelo que Viriato decide não o matar. Ao chegar a Roma a notícia, este tratado foi considerado humilhante para a imponência romana, e o Senado voltou atrás, declarando guerra contra os lusitanos.

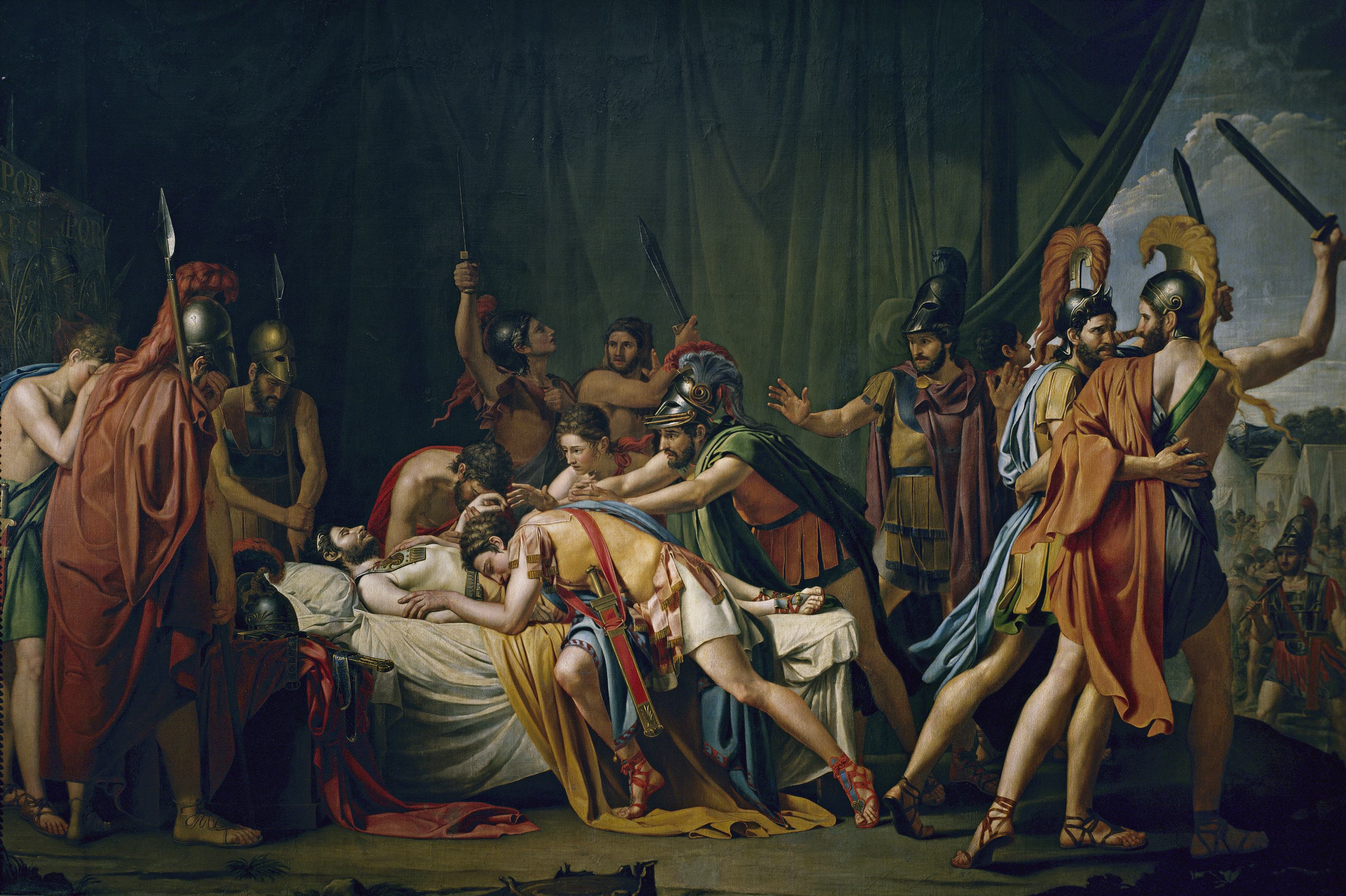
A morte de Viriato de José de Madrazo

Assim, Roma envia novo general, Quinto Servílio Cepião, que tinha o apoio das tropas de Marco Popílio Lenas. Cepião renova os combates com Viriato, mas este mantém superioridade militar e força-o a pedir nova paz. Envia, neste processo, três emissários de sua confiança, Audax, Ditalco e Minuros. Cepião recorreu ao suborno dos companheiros de Viriato, que assassinaram o grande chefe enquanto dormia. Um desfecho trágico para Viriato e os lusitanos, e vergonhoso para Roma, superpotência da época, que se intitulava arauto da civilização.
Roma chega a pactuar com Viriato, quase o reconhecendo como soberano. Porém, à traição, compactuou com três dos seus aliados para que o assassinassem. Anos antes, o general romano Sérgio Galba quase dizimara os lusitanos, tendo Viriato sido um dos que escaparam. O historiador Estrabão definiu a Lusitânia nos seguintes termos: "A mais poderosa das nações de Hispânia, aquela que, entre todas, por mais tempo deteve as armas romanas". Todavia, os romanos podiam contar tão pouco com a submissão dos povos da Península Ibérica que se viram forçados a manter o país em rigorosa ocupação militar, daí provindo os primeiros exércitos permanentes de Roma. Na Península Ibérica mantiveram-se em permanente guarda quarenta mil homens.
Depois da morte de Viriato, Táutalo assumiu a liderança do exército lusitano, mas teve pouco sucesso. Muito mais tarde, o romano Sertório tornou-se líder dos lusitanos, usando-os na guerra civil romana, até ser igualmente assassinado por militares da sua confiança.
Sem a forte resistência de Viriato, Décimo Júnio Bruto Galaico conseguiu avançar para o noroeste da Península, atravessando o rio Douro e subjugando a Galécia. Júlio César ainda governou o território (agora Galiza e Norte de Portugal) durante algum tempo.

## Viriato de Sílio Itálico
Foi argumentado que Sílio Itálico, no seu poema épico intitulado Púnica, menciona um Viriato mais antigo que teria sido contemporâneo de Aníbal. Foi chamado primo Viriathus in aeuo, e foi um líder dos galaicos e dos lusitanos. O Viriato histórico, seria o que recebeu o título de regnator Hiberae magnanimus terrae, o mais magnânimo dos reis da terra Ibérica. O Viriato de Sílio (provavelmente fictício, um retrato retroactivo do Viriato do século II a.C) morreu na Batalha de Canas, pela mão de um guerreiro romano.

## Homenagens
Em sua homenagem a freguesia portuguesa de Cabanas foi renomeada Cabanas de Viriato, apesar de não existirem quaisquer provas da sua ligação a esse local.
Em Portugal, na cidade de Viseu, há em sua homenagem a Cava de Viriato.